# Deltorhinum armatum
Deltorhinum armatum là một loài bọ cánh cứng trong họ Bọ hung (Scarabaeidae).